# Фуллер, Никки
Никки Фуллер (англ. Nikki Fuller, родилась 23 января 1968) — американская профессиональная культуристка.

## Молодость
Родилась в 1968 в Дейтоне, Огайо её семья переехала в Грешэм, Орегон, когда ей было 10 лет. Уже учась в средней школе Грешэма, начала проявлять интерес к спорту.
Учась в колледже, она занималась легкой атлетикой (бег на дистанции 400 и 800 метров, прыжки в длину и в высоту) и водным поло. Училась в Portland State University, по специальности журналистика.

## Карьера в бодибилдинге
Первое соревнование, в котором она приняла участие, было соревнование новичков в 1988 в штате Орегон, где заняла Фуллер первое место.

### История выступлений
- 1988 Novice Oregon 1-е место
- 1988 Emerald Cup 3-ое место
- 1989 Emerald Cup 1-е место
- 1989 Bill Pearl Classic 1-е место
- 1989 Pacific Coast 1-е место
- 1989 Emerald Cup 1-е место
- 1989 Orange County Classic 2-е место
- 1990 National Physique Committee USA Championship 2-е место
- 1990 International Federation of BodyBuilders North American 2-е место
- 1990 International Federation of BodyBuilders World Amateurs 3-ое место
- 1990 NPC Nationals 1-е место
- 1991 Jan Tana Classic 8-е место
- 1991 Ms. International 7-е место
- 1992 Jan Tana Classic 1-е место
- 1992 Ms. Olympia 9-е место
- 1993 Ms. Olympia 14-е место
- 1995 Ms. International 6-е место
- 1996 Jan Tana Classic 7-е место
- 1997 Ms. International 10-е место

## Деятельность вне спорта
В 1999 она завершила свою карьеру в бодибилдинге. После этого она снималась в ролях третьего плана в телевизионных сериалах и малобюджетных фильмах, выступала в женском рестлинге под псевдонимом Афина.